# Kelly Lodge

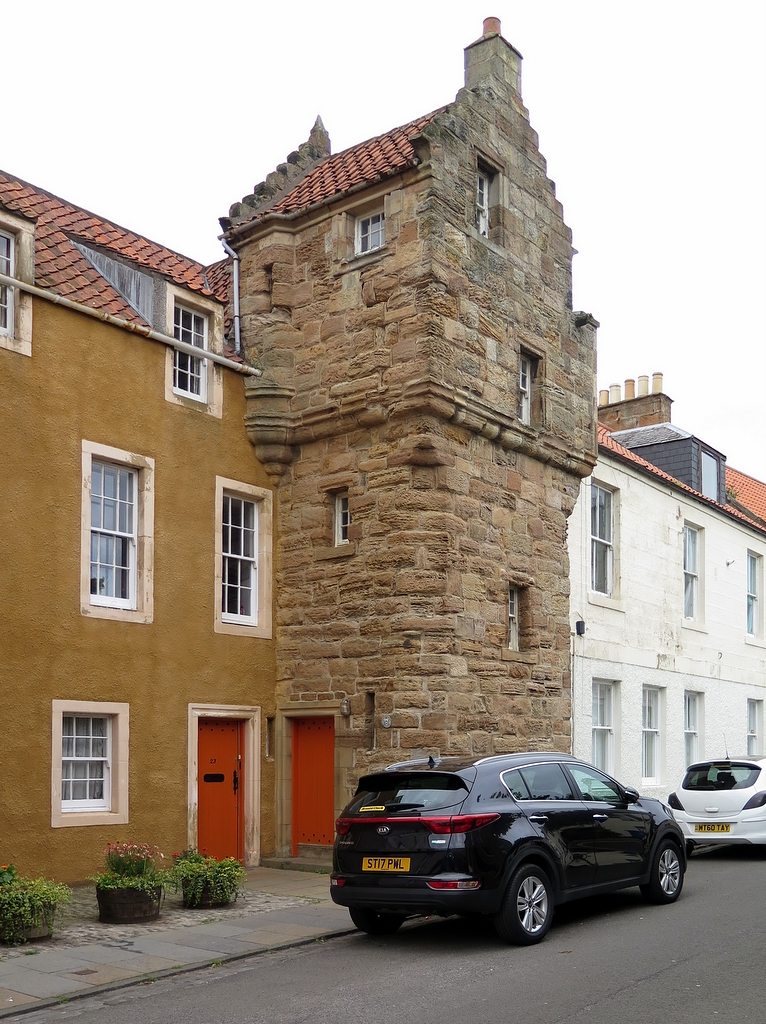
Kelly Lodge

Die Kelly Lodge, auch Kellie Lodge, ist ein Wohngebäude in der schottischen Ortschaft Pittenweem in der Council Area Fife. 1972 wurde das Bauwerk als Einzeldenkmal in die schottischen Denkmallisten in der höchsten Kategorie A aufgenommen.

## Geschichte
Die ältesten Gebäudeteile entstanden um 1590. Vermutlich war es der auf Kellie Castle residierende Clan Oliphant, der mit der Kelly Lodge ein Stadthaus errichtete. Thomas Erskine, der 1619 als erster Earl of Kellie installiert wurde, ließ das Gebäude erweitern. Bei diesen Arbeiten wurde eine Aufstockung vorgenommen und die vorhandenen Fenster erweitert. Bis 1971 ließ der National Trust for Scotland die Kelly Lodge restaurieren.

## Beschreibung
Das dreistöckige Wohngebäude aus ungleichmäßig behauenem Bruchstein steht an der Straße High Street im Zentrum Pittenweems. Es weist einen L-förmigen Grundriss auf. Straßenseitig springt markant der kürzere Flügel hervor. Ähnlich wie an Kellie Castle, kragt das zweite Obergeschoss aus. An der Außenseite des Fußes befindet sich eine Eingangstüre. Der Giebel ist als Staffelgiebel gearbeitet.